# WebAssembly
WebAssembly，簡稱Wasm，是一個低階程式語言。WebAssembly是可移植性的抽象語法樹，被設計來提供比JavaScript更快速的編譯及執行。WebAssembly將讓開發者能運用自己熟悉的程式語言（最初以C/C++作為實作目標）編譯，再藉虛擬機器引擎在瀏覽器內執行。WebAssembly的開發團隊分別來自Mozilla、Google、Microsoft、Apple，代表著四大網路瀏覽器Firefox、Chrome、Microsoft Edge、Safari。2017年11月，以上四個瀏覽器都開始實驗性的支援WebAssembly。2019年12月5日，在W3C制定《WebAssembly核心規範》後，WebAssembly正式被認證為Web的標準之一。

## 設計

### 最高指導目標
在官方的一個github頁面與說明文件中，闡述了WebAssembly的設計與實作原則，包含：
1. 定義一個可移植，具有大小與載入高效率的二進位格式，作為編譯標的。這個編譯標的必須可以被編譯至常見的平台，包含移動端與物聯網，並且可以善用硬體資源、有原生執行碼的執行速度。
2. 規格與實作：
  - 最初的MVP(Minimum Viable Product)與Asm.js有大略相等的功能，並以C/C++語言為優先；
  - 其他額外的特性最初集中在執行緒，零消耗的，和SIMD。這些額外的特性先以回饋和實驗為主，包含C/C++以外其他語言的支持。
3. 設計可以執行在現有的網路平台之內以及與之整合：
  - 保持無版本問題、特色測試、向後相容的網路平台
  - 在與Javascript相同的環境中執行
  - 允許從Javascript中同步呼叫
  - 強化同源（Same-origin）和安全性權限政策
  - 允許瀏覽器存取相同功能的Javascript API
  - 定義一個可人工讀取，能和二進位格式互換的純文字格式，以支援查看原始碼
4. 設計也可以用於非瀏覽器的嵌入式系統
5. 製作大平台
  - 為WebAssembly建置新的LLVM後端與伴隨的Clang接口
  - 推動其他WebAssembly的編譯器與工具
  - 啟用更多有用的工具

### 下一階段要實作的特色
在2017年推出第一個版本後，同時也列出了下一階段將實作的特色
- 制定規格
- 執行緒
- 固定長度的SIMD
- 例外處理
- 垃圾回收
- 記憶體區塊操作
- 網頁內容安全性政策
- ECMAScript 模組整合
- 尾端呼叫
- Non-trapping浮點數-整數轉換
- 多值函數
- Host bindings

## 官方的宣傳

### Ending定律
Ending定律也称为终结者定律，
它是Ending在2016年Emscripten技术交流会上给出的断言：
所有可以用WebAssembly实现的终将会用WebAssembly实现。
現在這個定律除了 WebAssembly 的支持者用做宣傳之外看不到任何實現的跡象。

## 外部連結
- 官方网站
- WebAssembly Community Group（页面存档备份，存于）
- WebAssembly Design （页面存档备份，存于）
- WebAssembly资源精选 - 中文版 （页面存档备份，存于）
- WebAssembly标准入门 - 人民邮电 （页面存档备份，存于）
- C/C++面向WebAssembly编程 - 开源图书 （页面存档备份，存于）
- MDN Web Docs WebAssembly文档（中文版 （页面存档备份，存于）、英文版 （页面存档备份，存于））